# Cenzura w Internecie
Cenzura w Internecie – działania podejmowane przez rządy, platformy cyfrowe lub dostawców usług internetowych (ISP), mające na celu ograniczenie dostępu do określonych treści lub ich usunięcie. Cenzura może mieć charakter państwowy, korporacyjny lub społeczny (np. autocenzura), a jej zakres i formy różnią się w zależności od kraju i systemu prawnego. Osoby i organizacje mogą angażować się w autocenzurę z powodów moralnych, religijnych lub biznesowych, w celu dostosowania się do norm społecznych, z powodu zastraszania lub z obawy przed konsekwencjami prawnymi lub innymi.
Podstawową własnością cenzury internetowej jest brak międzynarodowych granic Internetu: mieszkańcy kraju blokującego pewne informacje, mogą je znaleźć na stronach internetowych hostowanych poza granicami kraju. Rząd może ograniczać obywatelom dostęp do tych treści, nawet jeśli znajdują się poza granicami kraju, jednak wymaga to ogromnego nakładu środków. Nie dotyczy to ochrony dzieci przed szkodliwymi treściami, w przypadku których istnieją możliwe do zrealizowania tanie i skuteczne metody umożliwiające rodzicom filtrację, bez stosowania cenzury takie jak standard PICS/ICRA. Nie są one jednak wspierane przez prawodawstwo polskie.
Zupełne cenzurowanie jest bardzo trudne do zrealizowania (lub niemożliwe) również ze względu na anonimowość Internetu (np. podawanie fałszywych danych o sobie) lub przechowywanie danych w krajach, które nie stanowią przepisów prawa w danej dziedzinie lub sieciach typu Freenet. Opublikowane w ten sposób dane nie mogą zostać usunięte, a autor informacji nie może zostać fizycznie zlokalizowany i namierzony.
Innym rodzajem może być cenzura na grupach dyskusyjnych, zarządzanych przez moderatorów, którzy decydują o akceptacji treści opinii wyrażanych przez dyskutantów lub ich zgodności z narzuconym lub przyjętym przez uczestników regulaminem. Uczestnicy forów muszą ograniczyć swoją wolność słowa zgodnie z regulaminem lub dowolną interpretacją osób zarządzających projektem.
     Wszechobecna cenzura
     Znaczna cenzura
     Selektywna cenzura
     Internet pod nadzorem
     Brak dowodów na cenzurę
     Brak danych

Cenzura Internetu (2018)
Wszechobecna cenzura
Znaczna cenzura
Selektywna cenzura
Internet pod nadzorem
Brak dowodów na cenzurę
Brak danych

Często mylnie nazywa się cenzurą umożliwienie rodzicom lub jednostkom wychowawczym ograniczania dostępu do treści szkodliwych dla dzieci (pornografia, brutalna przemoc), jak również usuwanie z grup dyskusyjnych wulgarnych wypowiedzi. Są to działania podejmowane lokalnie, których celem jest poszanowanie godności człowieka w tym umożliwienie prawidłowego rozwoju psychicznego i emocjonalnego dzieci, i ograniczenie wulgarności w przestrzeni publicznej.

## Cenzura Internetu w USA
W Stanach Zjednoczonych cenzura w Internecie ma charakter ograniczony ze względu na konstytucyjną ochronę wolności słowa wynikającą z Pierwszej Poprawki do Konstytucji USA. Niemniej jednak w praktyce podejmowane są działania legislacyjne, technologiczne i korporacyjne, które mogą prowadzić do ograniczenia dostępu do określonych treści.

### Inicjatywy legislacyjne
W przeszłości podejmowano próby wprowadzenia ustaw takich jak: SOPA (Stop Online Piracy Act), PIPA (PROTECT IP Act), COICA (Combating Online Infringement and Counterfeits Act) czy ACTA (Anti-Counterfeiting Trade Agreement).
Projekty te miały na celu walkę z naruszeniami praw autorskich, jednak spotkały się z szeroką krytyką jako potencjalne narzędzia cenzury. W 2012 roku protesty przeciwko SOPA i PIPA doprowadziły do ich wycofania. W ramach protestu anglojęzyczna Wikipedia zawiesiła działalność na 24 godziny, a sprzeciw wyraziły Google, Reddit i Mozilla.

### Moderacja treści i platformy cyfrowe
W ostatnich latach głównym obszarem sporów dotyczących cenzury stała się moderacja treści przez prywatne platformy internetowe. Serwisy takie jak Facebook, YouTube, X (dawniej Twitter) i TikTok podejmują decyzje o usuwaniu treści uznanych za dezinformację, mowę nienawiści lub naruszenie standardów społeczności. Krytycy zarzucają im arbitralność i brak przejrzystości, natomiast zwolennicy wskazują na konieczność ochrony użytkowników i przestrzeni publicznej.
Według danych z 2024 roku, 99,7% decyzji o ograniczeniu treści w Internecie w USA podejmowały same platformy, a nie instytucje państwowe (Polski Instytut Ekonomiczny, 2025).

### Rola instytucji publicznych
W 2023 roku ujawniono, że amerykańska Narodowa Fundacja Nauki (NSF) finansowała rozwój narzędzi opartych na sztucznej inteligencji służących do wykrywania i ograniczania dezinformacji w sieci. Kongres USA wszczął w tej sprawie dochodzenie, zarzucając rządowi wspieranie „cenzury delegowanej” poprzez finansowanie projektów akademickich i technologicznych.
W 2024 roku Meta (Facebook) ogłosiła zakończenie programu „fact-checkingu” w USA, co spotkało się z mieszanymi reakcjami. Organizacje międzynarodowe, w tym ONZ, podkreśliły, że moderacja treści nie powinna być utożsamiana z cenzurą, lecz traktowana jako forma odpowiedzialności za przestrzeń cyfrową.

### Spory konstytucjonalne
W 2023 i 2024 roku przed sądami federalnymi toczyły się sprawy dotyczące granic dopuszczalnej moderacji treści przez platformy cyfrowe. W sprawie Missouri v. Biden sąd apelacyjny orzekł, że administracja federalna nie może wywierać presji na platformy w celu usuwania określonych treści, ponieważ może to naruszać Pierwszą Poprawkę.

## Cenzura Internetu w Rosji
Cenzura internetowa w Federacji Rosyjskiej ma charakter systemowy i jest prowadzona przez państwowe instytucje od początku XXI wieku. Głównym organem odpowiedzialnym za nadzór nad treściami w sieci jest Roskomnadzor – Federalna Służba Nadzoru Komunikacji, Technologii Informacyjnych i Mediów. Od 2012 roku wszyscy dostawcy Internetu w Rosji są zobowiązani do blokowania stron wpisanych do tzw. „rejestru stron zakazanych”.

### Rozwój systemu cenzury
W latach 2022–2025 Rosja znacząco zintensyfikowała działania cenzorskie w związku z wojną w Ukrainie i rosnącym napięciem geopolitycznym. W 2025 roku odnotowano rekordową liczbę 655 przypadków odłączenia Internetu (tzw. shutdownów) tylko w czerwcu, co stanowiło ponad dwukrotność globalnej liczby takich incydentów w całym 2024 roku. Blokady te były tłumaczone względami bezpieczeństwa, m.in. próbą uniemożliwienia nawigacji ukraińskim dronom.

### System TSPU i blokowanie VPN
Rosja rozwija system Technicznych Środków Przeciwdziałania Zagrożeniom (TSPU), który wykorzystuje technologię głębokiej inspekcji pakietów (DPI) do monitorowania i blokowania ruchu sieciowego. W latach 2025–2030 planowane jest zainwestowanie 60 miliardów rubli w modernizację tego systemu, w tym zakup nowego sprzętu i oprogramowania. Celem jest zablokowanie 96% usług VPN, które są powszechnie wykorzystywane przez obywateli do omijania cenzury.

### Ograniczenia w dostępie do treści
W 2025 roku Duma Państwowa rozpoczęła prace nad ustawą zakazującą wyświetlania filmów i seriali w serwisach streamingowych bez specjalnego certyfikatu. Według szacunków, nowe przepisy mogą doprowadzić do usunięcia nawet 90% tytułów z rosyjskich platform VOD. Wcześniej zablokowano dostęp do zagranicznych serwisów informacyjnych (BBC, Deutsche Welle, Voice of America) oraz mediów społecznościowych należących do Mety (Facebook, Instagram), którą rosyjski sąd uznał za organizację ekstremistyczną.

### Cenzura a społeczeństwo
Rosyjskie władze uzasadniają działania cenzorskie potrzebą ochrony społeczeństwa przed „szkodliwymi treściami” i „zagrożeniami zewnętrznymi”. Krytycy wskazują jednak, że rzeczywistym celem jest kontrola nad informacją i ograniczenie dostępu do niezależnych źródeł wiedzy. Mimo blokad, wielu obywateli nadal korzysta z VPN-ów i sieci Tor, choć ich skuteczność maleje wraz z rozwojem systemów filtrujących.

## Cenzura Internetu w Polsce
W Polsce cenzura internetowa ma ograniczony charakter instytucjonalny, jednak w ostatnich latach pojawiły się kontrowersje wokół projektów ustaw, które – zdaniem krytyków – mogą prowadzić do nadmiernej ingerencji państwa w wolność słowa w sieci.

### Obowiązujące przepisy
Zgodnie z art. 180 Prawa Telekomunikacyjnego przedsiębiorca komunikacyjny jest zobowiązany do blokowania stron internetowych, jeśli strona może „zagrażać obronności, bezpieczeństwu państwa oraz bezpieczeństwu i porządkowi publicznemu”. W praktyce blokady te dotyczą głównie stron oferujących nielegalny hazard – według danych Ministerstwa Finansów w 2024 roku zablokowanych było ponad 25 000 takich witryn.
Blokowanie odbywa się zazwyczaj na poziomie DNS, a to oznacza, że każde wyszukanie istniejącej witryny zwraca niepoprawny adres IP, co uniemożliwia dostanie się na stronę. Taki sposób jest szczególnie prosty do obejścia np. poprzez zmianę używanego serwera DNS, korzystanie z VPN albo używanie sieci Tor.

### Nowelizacja ustawy o świadczeniu usług drogą elektroniczną (2025)
W styczniu 2025 roku Ministerstwo Cyfryzacji przedstawiło projekt nowelizacji ustawy o świadczeniu usług drogą elektroniczną, wdrażający unijny akt o usługach cyfrowych (Digital Services Act – DSA). Projekt przewiduje, że Prezes Urzędu Komunikacji Elektronicznej (UKE) będzie mógł nakazywać blokowanie nielegalnych treści w Internecie bez udziału sądu i bez informowania autora treści.
Proponowane przepisy wywołały szeroką debatę publiczną. Eksperci i organizacje pozarządowe zwracają uwagę, że mechanizm ten może prowadzić do arbitralnych decyzji administracyjnych i naruszać konstytucyjne prawo do wolności słowa. Krajowa Rada Radiofonii i Telewizji (KRRiT) wydała oficjalne stanowisko, w którym uznała projekt za „rażące naruszenie art. 54 Konstytucji RP” i zapowiedziała podjęcie kroków prawnych w przypadku jego uchwalenia.

### Projekt ustawy o walce z dezinformacją
Równolegle procedowany jest projekt ustawy o walce z dezinformacją. Zakłada on, że platformy internetowe i właściciele serwisów będą zobowiązani do usuwania lub blokowania treści uznanych za „szkodliwe” lub „wprowadzające w błąd”. Choć celem ustawy jest przeciwdziałanie manipulacjom informacyjnym, krytycy wskazują na ryzyko nadużyć i ograniczenia pluralizmu debaty publicznej.

### Kontrowersje
W 2021 roku, w wyniku współpracy polskich służb z partnerem z NATO, usunięto kanał „Poufna Rozmowa” z platformy Telegram. Kanał publikował nieautoryzowane e-maile wysokich urzędników państwowych, w tym szefa Kancelarii Premiera. W 2022 roku Agencja Bezpieczeństwa Wewnętrznego nakazała zablokowanie strony internetowej kanału, co zostało uznane przez część komentatorów za formę cenzury politycznej.

## Cenzura Internetu w Chinach
Cenzura internetowa w Chińskiej Republice Ludowej jest jedną z najbardziej zaawansowanych i systematycznych na świecie. Jej celem jest kontrola informacji, ochrona ustroju politycznego oraz eliminacja treści uznanych za niepożądane przez Komunistyczną Partię Chin.

### Wielki Firewall i nowe blokady
Chiński system cenzury, znany jako Wielka Zapora Sieciowa, od lat blokuje dostęp do takich usług jak Google, Wikipedia, Facebook czy YouTube. W latach 2023–2025 w prowincji Henan przeprowadzono eksperymentalne zaostrzenie cenzury – zablokowano tam ponad 4,2 mln domen, głównie o charakterze gospodarczym i finansowym, co pięciokrotnie przekroczyło średnią krajową.

### Cyfrowy dowód osobisty i kontrola tożsamości
Od lipca 2025 roku wprowadzono obowiązkowy cyfrowy dowód osobisty, który umożliwia władzom centralnym monitorowanie aktywności obywateli w czasie rzeczywistym. System ten integruje logowanie do wszystkich platform cyfrowych i wzmacnia możliwości cenzury oraz inwigilacji.

### Rola sztucznej inteligencji
Chińskie Ministerstwo Bezpieczeństwa Publicznego wdrożyło narzędzia AI do wykrywania i blokowania użytkowników korzystających z VPN-ów oraz do analizy treści w aplikacjach takich jak Telegram. Według raportu Great Firewall Report, zebrano już ponad 30 miliardów wiadomości z takich źródeł.

## Cenzura Internetu w Iranie
Iran od lat stosuje rozbudowaną cenzurę internetową, szczególnie w okresach napięć politycznych i konfliktów zbrojnych. W czerwcu 2025 roku firma Censys odnotowała gwałtowny spadek dostępności irańskich adresów IP, co zbiegło się z operacją wojskową „Midnight Hammer” i wskazuje na celowe odłączenia Internetu.

### Infrastruktura kontrolowana przez państwo
Iran Telecommunication Infrastructure Company (TIC), państwowy operator, zarządza większością infrastruktury sieciowej w kraju. W czasie kryzysu w czerwcu 2025 roku wiele systemów autonomicznych zostało wyłączonych, a dostęp do Internetu był ograniczony w całym kraju.

### Cenzura jako narzędzie wojny informacyjnej
Władze irańskie wykorzystują blackouty internetowe do tłumienia protestów, ograniczania dostępu do informacji i utrudniania dokumentowania działań rządu. Cenzura obejmuje również blokowanie mediów społecznościowych i aplikacji komunikacyjnych.

## Cenzura Internetu w Indiach
Indie, mimo że są największą demokracją świata, od lat znajdują się w czołówce państw stosujących tzw. internetowe blackouty. W 2024 roku odnotowano tam 84 przypadki celowego wyłączenia Internetu, co uplasowało kraj na drugim miejscu na świecie po Mjanmie.

### Regiony objęte cenzurą
Najwięcej przerw w dostępie do sieci miało miejsce w stanie Manipur (21 przypadków), gdzie Internet był wyłączony przez 83 dni w związku z konfliktem etnicznym między społecznościami Meitei i Kuki. Od 2012 roku Indie odpowiadają za 41% wszystkich globalnych przypadków blackoutów, z czego 101 dotyczyło Dżammu i Kaszmiru.

### Uzasadnienie i krytyka
Rząd indyjski tłumaczy te działania koniecznością utrzymania porządku publicznego. Organizacje praw człowieka wskazują jednak, że blackouty pogłębiają kryzysy humanitarne, utrudniają dostęp do edukacji, opieki zdrowotnej i informacji.